# قرار مجلس الأمن التابع للأمم المتحدة رقم 1773
قرار مجلس الأمن التابع للأمم المتحدة رقم 1773، المتخذ بالإجماع في 24 أغسطس 2007.

## القرار
بعد أن قرر مجلس الأمن أن الوضع في لبنان لا يزال يشكل تهديدا للسلم والأمن الدوليين، مدد ولاية قوة الأمم المتحدة المؤقتة في لبنان (اليونيفيل) لسنة أخرى، حتى 31 آب / أغسطس 2008.
دعا المجلس جميع الأطراف المعنية إلى احترام وقف الأعمال العدائية والخط الأزرق برمته وحثها على التعاون الكامل مع الأمم المتحدة واليونيفيل والاحترام الدقيق سلامة أفرادها، وتجنب أي عمل يعرضهم للخطر، ومنحهم حرية الحركة الكاملة داخل منطقة عمليات القوة.
علاوة على ذلك، دعا المجلس الأطراف إلى التعاون الكامل مع مجلس الأمن والأمين العام للتوصل إلى وقف دائم لإطلاق النار وإيجاد حل طويل الأجل، على النحو المتوخى في القرار 1701 (2006)، وشدد على ضرورة إحراز مزيد من التقدم في هذا الصدد.
تم تمديد ولاية القوة بناء على طلب رئيس وزراء لبنان وتوصيات الأمين العام، الذي أشار في رسالته الأخيرة إلى رئيس المجلس، إلى أنه في حين أن الانتشار السريع والفعال لليونيفيل قد ساعد في إنشاء بيئة إستراتيجية وعسكرية وأمنية جديدة في جنوب لبنان، لا يزال هناك الكثير من العمل الذي يتعين القيام به، كما أظهرت الأحداث الأخيرة في البلاد بشكل مأساوي.

## روابط خارجية
- نص القرار في undocs.org